# Oddmund Hagen
Oddmund Hagen född 21 februari 1950 i Snillfjord, är en norsk lektor, författare och litteraturkritiker, bosatt i Krødsherad.